# Termine perentorio
Sono termini perentori quei termini che prescrivono il compimento di un atto entro un determinato periodo di tempo, se si supera tale periodo si perde la possibilità di compiere quel determinato atto.

## Descrizione
Per questa loro peculiarità i termini perentori sono anche conosciuti come "termini stabiliti a pena di decadenza": essi non possono in alcun modo essere prorogati a meno che la legge non disponga altrimenti.
I termini perentori non vanno confusi con i termini ordinatori, che se non rispettati non prevedono decadenza ma solo conseguenze di tipo disciplinare, né con i termini dilatori, i quali al contrario non permettono che un atto venga svolto prima del loro decorso. 

## Esempi
Alcuni esempi di termini perentori: art 79.2 e art 458.1 del Codice di Procedura Penale.